# تجدید حیات کنمو
تجدید حیات کن‌مو (建武の新政, Kenmu no shinsei) (۱۳۳۶–۱۳۳۳) یا اصلاحات کن‌مو به دوران سه ساله بین دوره‌های کاماکورا و موروماچی و اتفاق‌های سیاسی آن زمان گفته می‌شود. این بازسازی از سوی امپراتور گودای‌گو (۱۳۳۶–۱۳۳۳) نودوششمین امپراتور تاریخ ژاپن انجام گرفت که تلاش کرد نجبای وابسته به خاندان پادشاهی را دوباره بر سر کار آورد و به نزدیک به یک‌ونیم قرن حکومت نظامیان در دوره کاماکورا پایان دهد. این تلاش‌ها در نهایت به نتیجه نرسید و با شوگون‌سالاری آشی‌کاگا (۱۳۳۶–۱۵۷۵) جایگزین شد. پس از این دوره کوتاه، امپراتوران ژاپن تا سال ۱۸۶۷ و آغاز دوران تجدید حیات مِی‌جی صاحب هیچ گونه قدرتی نبودند.

## زمینه
امپراتور گودای‌گو، امپراتوری بود که به اصطلاح به بازسازی کنمو پرداخت. او به عنوان دومین پسر امپراتور گو-اودا به دنیا آمد. مادرش ایتسوتسوجی چوشی، دختر مشاور ارشد امپراتور فوجیوارا تاداتسوگو (ایتسوتسوجی تاداتسوگو) بود. نام او قبل از امپراتوری «تاکاهارو» و متعلق به جناح دایگاکوجی بود که در سال ۱۳۱۸ در سن ۳۱ سالگی بر تخت نشست، در سال ۱۳۲۱ (سال یکم جنتو) سیستم اینسی (قدرت پس از کناره‌گیری) را لغو کرد و شروع به حکومت مستقیم کرد. او یوشیدا سادافوسا، کیتاباتاکه چیکافوسا، ماده‌نوکوجی نوبوفوسا ja:万里小路宣房، هینو سوکه‌تومو، هینو توشیموتو و دیگر نیروهای انسانی را از استان‌های دیگر گردآوری کرد، آرشیوها را بازسازی کرد و در امور سیاسی و همچنین ترویج یادگیری و هنرهای رزمی سخت کار کرد. در این مدت، او عزم خود را برای سرنگونی شوگون‌سالاری کاماکورا راسخ کرد و با جمع کردن همه مردم در یک سخنرانی و مهمانی نوشیدنی به نام بوری‌کو به کشیدن نقشه مخفیانه خود برای سرنگونی شوگون‌سالاری ادامه داد.
در سال ۱۳۲۴ روکوهارا تاندای (نیروی امنیت شوگونی در کیوتو) با استفاده از جاسوسی از او به اطلاعاتی دست پیدا کرد و بسیاری از یاران نزدیک او دستگیر شدند (حادثه شوچو). امپراتور در این حادثه به سختی از مجازات نجات یافت،
پس از آن، او یک بار دیگر با قرار دادن پسرش، شاهزاده امپراتوری شاهزاده موری‌یوشی، به عنوان رئیس تندای و تلاش برای آوردن نیروهای کوه هیئی، طرح خود را برای سرنگونی شوگون‌سالاری پیش برد. با این حال، در آوریل ۱۳۳۱، یوشیدا سادافوسا یک بار دیگر شوگون‌سالاری را از برنامه‌های امپراتور مطلع کرد و در ماه اوت، امپراتور به معبد تودای‌جی گریخت و سپس در دژ کاساگی-درا در بالای کوه کاساگی در استان کیوتو امروزی سنگر گرفت و خواستار قیام سامورایی‌ها، معابد و زیارتگاه‌های کشورهای مختلف که از شوگون سالاری ناراضی بودند، شد. در پاسخ، شوگون سالاری ارتش بزرگی را برای محاصره کاساگی فرستاد و امپراتور اسیر شد و در سال ۱۳۳۲ به جزایر اوکی تبعید شد (شورش گنکو).
کارهای امپراتور در طول تبعیدش در جزایر اوکی ناشناخته است، اما با قوی‌تر شدن نیروهای ضد شوگون به دلیل فعالیت‌های شاهزاده امپراتوری شاهزاده موری‌یوشی، کوسونوکی ماساشیگه و دیگران قوی تر شد، در سال ۱۳۳۳ در ماه ژوئن، امپراتور از اوکی گریخت و با حمایت ناوا ناگاتوشی از ولایت توتومی و دیگران به کیوتو بازگشت. پیش از این، شوگون سالاری در ماه مه سقوط کرده بود، بنابراین امپراتور، امپراتور کوگون از جناح جیمیوئین را که توسط شوگون‌سالاری حمایت می‌شد، برکنار کرد و بازسازی کنمو را آغاز کرد.

## بررسی اجمالی
دولت جدید به سنت‌های سنتی مقید نبود، و امپراتور به جای داشتن یک سی تایشوگون، امپراتور سعی کرد شخصاً هم اشراف دربار و هم سامورایی‌ها را رهبری کند. موسسات جدیدی مانند دفتر ثبت، راسو کتسو دنشو و موشادوکورو در مرکز تأسیس شدند، در حالی که ولایت‌های محلی مسئولان مانند قبل، بدون توجه به موقعیت‌های رسمی رسمی و موقعیت خانوادگی خدمت می‌کردند. با این حال، هنگامی که نوبت به جوایز برای خدمات شایسته رسید، اولویت به اشراف دربار داده شد، و او همچنین سیاست قهرآمیزی را وضع کرد که در آن مالکیت سرزمین‌های سنتی باید توسط امپراتور اطمینان حاصل می‌شد و گرفتن مالیات موقت برای ساخت و ساز کاخ امپراتوری را اجباری کرد. نارضایتی سامورایی‌های محلی از دولت جدید به سرعت افزایش یافت. علاوه بر این، ناامیدی بزرگی در میان اشراف دربار وجود داشت، زیرا سیستم سنتی از نوع سلطنت رد شده بد و تصمیمات پرسنلی خودسرانه تحت دیکتاتوری امپراتور گرفته شد.
در این میان، در سال ۱۳۳۵ (سال دوم کنمو)، بقایای خاندان هوجو شورش کردند و آشیکاگا تاکائوجی که برای انقیاد آنها به منطقه کانتو رفته بود، علیه امپراتور شورش کرد و امپراتور با اجتناب از آشیکاگا تاکائوجی که به سمت غرب حرکت کرده بود، به ایزان گریخت. آشیکاگا تاکائوجی یک بار به طرف کیوشو عقب‌نشینی کرد اما بار دیگر وارد کیوتو شد و امپراتور را در کازان-این (باغ ملی کیوتو گیوئن، بخش کامیگیو، شهر کیوتو) زندانی کرد. به همین دلیل امپراتور در دسامبر ۱۳۳۶ به یوشینو گریخت و به اصطلاح دربار امپراتوری یوشینو در آنجا تأسیس شد و پس از آن دوران دربار شمالی و جنوبی (دوره نانبوکوچو) آغاز شد. امپراتور شاهزادگان مختلفی را به هر منطقه اعزام کرد و سعی کرد کنترل سامورایی‌های محلی را به دست گیرد، اما او یکی پس از دیگری شکست خورد و اشراف دربار کمی بودند که از دربار یوشینو پیروی کردند و یوشینو به‌طور فزاینده ای منزوی شد و او تاج و تخت را به شاهزاده امپراتوری «شاهزاده نوری‌یوشی» (امپراتور گو-موراکامی) واگذار کرد و در همان سال در سن ۵۲ سالگی درگذشت.

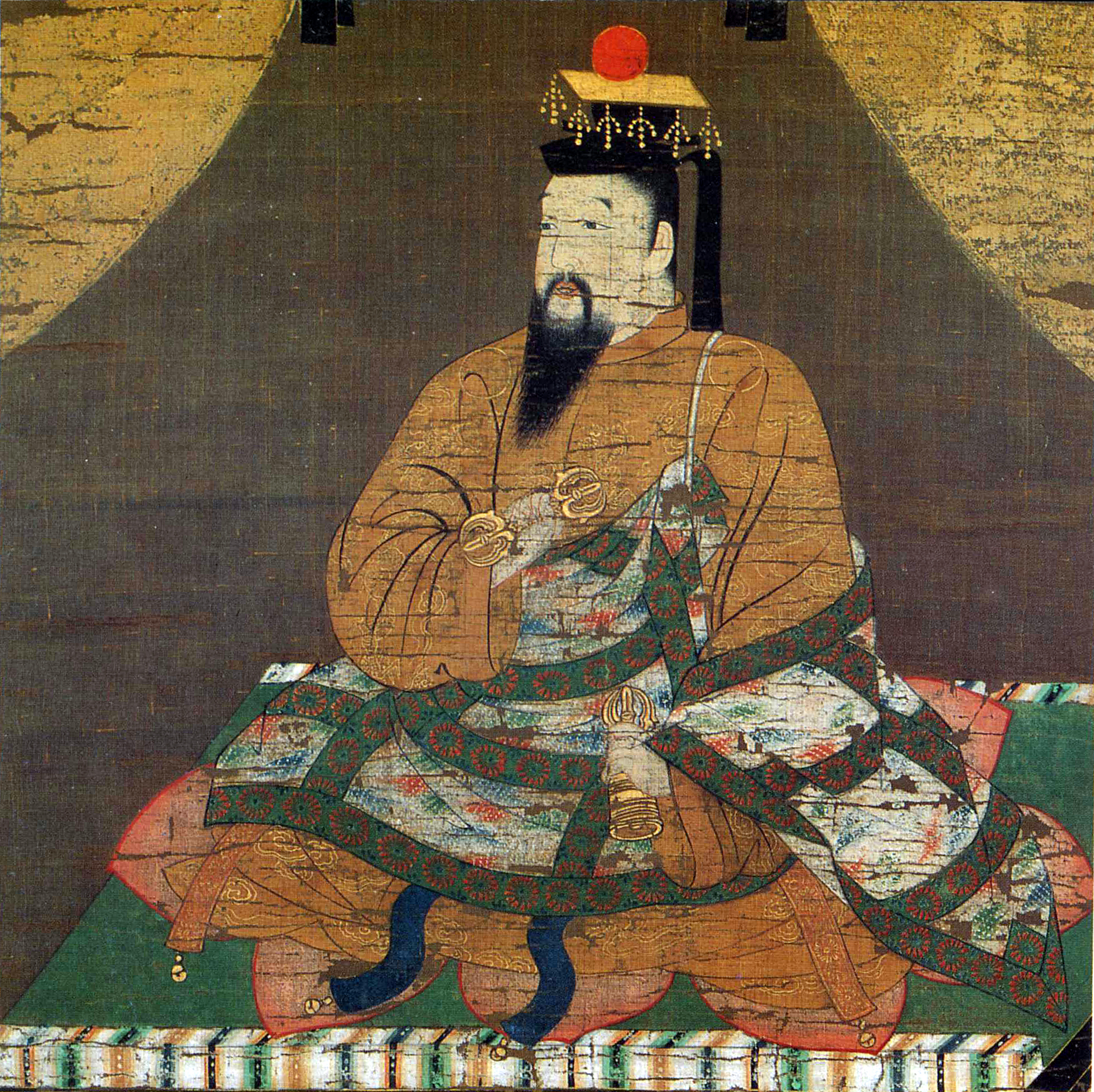
امپراتور گودای‌گو 後醍醐天皇 Go-Daigo